# 加爾松潟湖大橋
加爾松潟湖大橋（西班牙語：Puente de Laguna Garzón）是位於乌拉圭加爾松加爾松潟湖的環狀橋樑。大橋屬國道10號的一部分，連接马尔多纳多省及罗恰省兩省，由拉斐爾·維諾利設計，由薩塞姆（Saceem）興建。大橋於2015年12月22日通車，每天可通行多達約1000輛車輛架次。

## 設計
大橋由拉斐爾·維諾利設計，由薩塞姆（Saceem）興建，跨越位於烏拉圭加爾松的加爾松潟湖，並連接馬爾多納多省及羅恰省兩省，以取代位於該位置的筏通道。大橋的環狀設計可迫使駕駛者減速，並容許行人沿單向環狀路線通行（雖然在陸地上建造同樣的環狀道路可減省一半的費用，並起到相同的效果）。大橋的環狀設計主要出於美觀考量，並同時增強橋體強度、使駕駛者減速及安全性提高等效果。

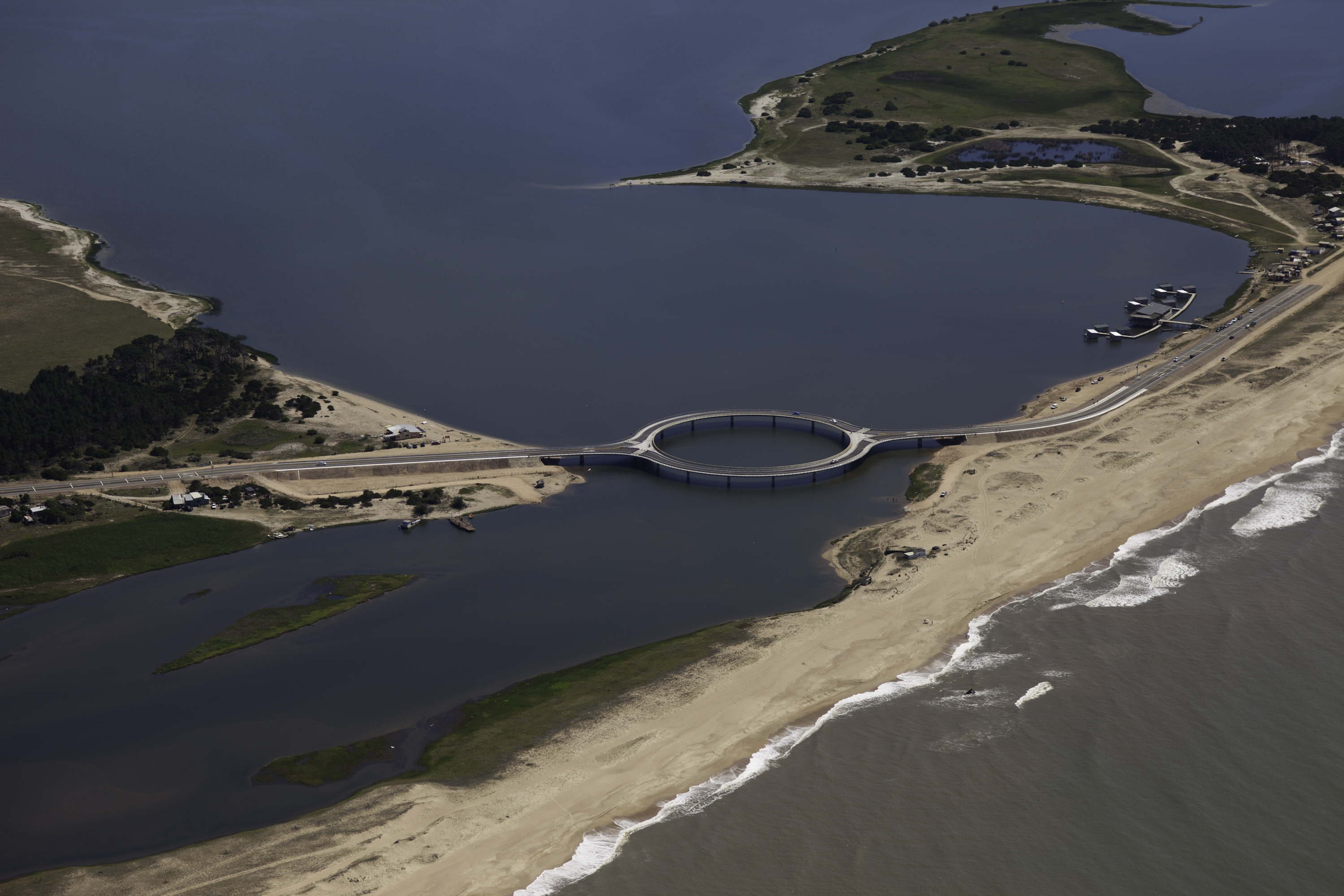
從西南方遙望大橋
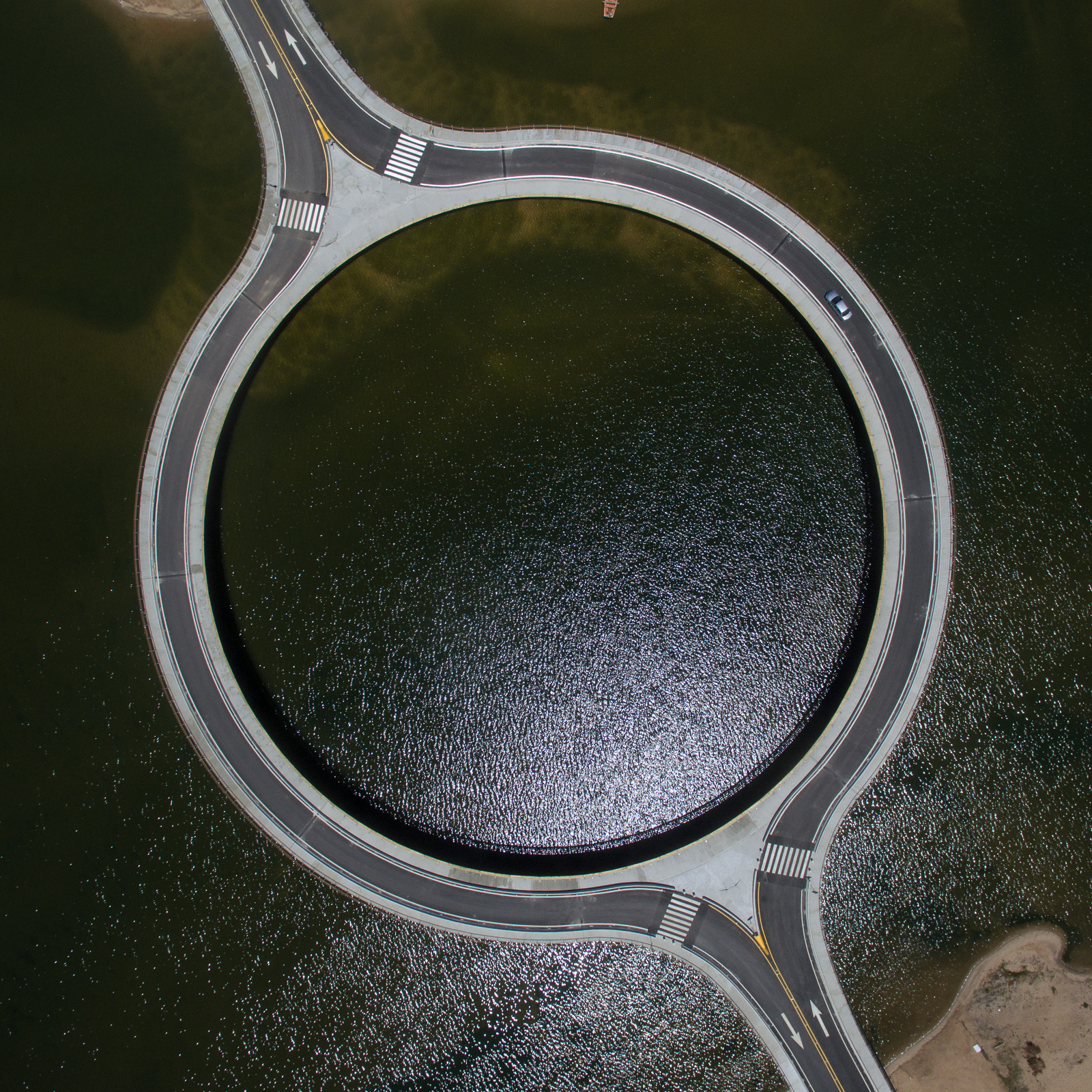
鳥瞰大橋

## 外部連接
- The bridge's page on Rafael Viñoly's website （页面存档备份，存于）